# Solieria aestivalis
Solieria aestivalis là một loài ruồi trong họ Tachinidae.